# Пригорија (Горж)
Пригорија (рум. Prigoria) насеље је у Румунији у округу Горж у општини Пригорија. Oпштина се налази на надморској висини од 297 m.

## Становништво
Према подацима из 2002. године у насељу је живело 3533 становника, од којих су сви румунске националности.

### Хронологија
| Година       | 1992 | 1993 | 1994 | 1995 | 1996 | 1997 | 1998 | 1999 | 2000 | 2001 | 2002 | 2003 | 2004 | 2005 | 2006 | 2007 | 2008 | 2009 | 2010 | 2011 | 2012 | 2013 | 2014 | 2015 | 2016 | 2017 |
| ------------ | ---- | ---- | ---- | ---- | ---- | ---- | ---- | ---- | ---- | ---- | ---- | ---- | ---- | ---- | ---- | ---- | ---- | ---- | ---- | ---- | ---- | ---- | ---- | ---- | ---- | ---- |
| Становништво | 3713 | 3688 | 3669 | 3645 | 3607 | 3587 | 3576 | 3554 | 3509 | 3478 | 3475 | 3480 | 3445 | 3428 | 3428 | 3409 | 3341 | 3304 | 3248 | 3169 | 3100 | 3068 | 3027 | 3004 | 2993 | 2947 |